# Carlitos (Fußballspieler, 1982)
Carlitos (* 6. September 1982 in Lissabon; bürgerlich Carlos Alberto Alves Garcia) ist ein portugiesischer Fußballspieler, der zuletzt beim FC Sion unter Vertrag stand.

## Karriere

### Vereine

#### Beginn in Portugal
Carlitos spielte bis 2002 beim portugiesischen Amateurklub Amora FC und wechselte anschließend zum Drittligisten GD Estoril. Für Estoril absolvierte Carlitos 72 Ligaspiele in zwei Jahren und schaffte mit dem Verein durch zwei aufeinanderfolgende Aufstiege den Durchmarsch in die erste portugiesische Liga.
Daraufhin wurde er für 500.000 Euro vom Spitzenklub Benfica Lissabon verpflichtet, konnte sich aber in der Folgezeit nicht durchsetzen und wurde nach seiner ersten Saison bei Benfica in der Winterpause 2005/06 an den Ligakonkurrenten Vitória Setúbal verliehen.

#### Wechsel in die Schweiz
Zur Saison 2006/07 verlieh ihn Benfica an den Schweizer Erstligisten FC Sion, für den er in 26 Punktspielen acht Tore erzielte. Im Sommer 2007 wechselte der Mittelfeldspieler für 1,5 Millionen Euro zum Ligakonkurrenten FC Basel. Dem Transfer gingen wegen einer komplizierten Lage der Transferrechte wochenlange Streitigkeiten zwischen Benfica, Sion und Basel voraus.

#### Wechsel nach Deutschland
Im Sommer 2010 wurde sein Vertrag beim FC Basel jedoch nicht verlängert und somit war Carlitos für einige Wochen vereinslos, ehe er am 1. August 2010 einen Zweijahresvertrag beim deutschen Bundesligisten Hannover 96 unterschrieb.
In seinem Bundesligadebüt am ersten Spieltag der Saison 2010/11 gegen Eintracht Frankfurt zog sich Carlitos bereits nach 33 Sekunden einen Kreuzbandriss zu und fiel somit die ganze Hinrunde aus. Am 11. März 2011 (26. Spieltag) gab er sein Comeback im Auswärtsspiel der 96er beim 1. FC Köln.
Insgesamt bestritt Carlitos wegen diverser Verletzungen nur acht Bundesligaspiele und fünf Spiele für die zweite Mannschaft.

#### Rückkehr nach Portugal
Ende August wechselte er zu seinem früheren Verein GD Estoril Praia, welcher gerade wieder seinen Aufstieg in die Liga Sagres schaffte.

### Nationalmannschaft
Carlitos nahm 2004 mit der U-21-Nationalmannschaft seines Landes an der U-21-Europameisterschaft teil und belegte dabei nach einem Sieg im kleinen Finale gegen Schweden den dritten Platz. Er erzielte dabei den 3:2-Siegtreffer in der 114. Minute der Verlängerung.

## Erfolge
FC Basel
- Schweizer Meister 2008, 2010
- Schweizer Cupsieger 2008, 2010

FC Sion
- Schweizer Cupsieger 2015

Nationalmannschaft
- Dritter der U-21-Europameisterschaft 2004